# Университет Кларксона
Университет Кларксона (англ. Clarkson University) — частный исследовательский университет в Потсдаме (штат Нью-Йорк) с филиалами в городе Нью-Йорке, Саранак-Лейке, Скенектади и Биконе. Основан в 1896 году, к началу 2022/2023 учебного года общее количество зарегистрированных студентов составляло 3719 человек, в том числе 1051 человек на программах выше бакалавреата.

## Общая информация
Вуз основан в 1896 году в память о предпринимателе и филантропе Томасе Кларксоне тремя его сёстрами. Первоначально носил название Мемориальная технологическая школа имени Томаса С. Кларксона, с 1912 года — Колледж Кларксона, с 1984 года — частный национальный исследовательский университет. Основной кампус университета расположен на севере штата Нью-Йорк в городе Потсдаме вблизи от границы с Канадой (на расстоянии примерно 1,5 часа езды от Оттавы и 2 часов от Монреаля). Кампус загородного типа занимает площадь 640 акров (259 га). Ряд учебных программ и исследовательских лабораторий действуют при сотрудничающих с университетом предприятиях в Саранак-Лейке, Скенектади, Биконе и городе Нью-Йорке.

## Учёба и исследовательская работа
За 125 лет работы вуза его выпускниками стали свыше 46 тысяч человек. Осенью 2022/2023 года на курсах Университета Кларксона было зарегистрировано 3719 человек, в том числе 1051 человек на программах выше бакалавреата; по ходу 2023/2024 учебного года в университете насчитывался 3871 студент. 8 % учащихся составляли иностранные студенты, количество учащихся-мужчин было почти вдвое бо́льшим, чем женщин.
Общее количество учебных программ в университете в 2023/2024 году приближалось к ста, преподавание велось на шести направлениях: инженерия, бизнес, гуманитарные и точные науки, педагогика и медицина. В национальном рейтинге лучших университетов США на 2024 год Университет Кларксона занимал 142-е место.
При Университете Кларксона действует ряд ведущих исследовательских центров. В их числе Центр по обработке перспективных материалов (англ. Center for Advanced Materials Processing, CAMP), Институт жизнеспособной окружающей среды (англ. Institute for a Sustainable Environment, ISE), Центр воздушных и водных исследований и инженерии (англ. Center for Air and Aquatic Resources Engineering and Science, CAARES), Центр исследований технологий распознавания (англ. Center for Identification Technology Research, CITeR) и другие. На протяжении более чем двух десятилетий в Университете Кларксона ежегодно как минимум один студент становился стипендиатом Голдуотера.
Хоккейные команды Университета Кларксона, известные как «Голден Найтс», выступают в I дивизионе NCAA.